# Choe Hyo-gyong
Pour les articles homonymes, voir Choe.
Choe Hyo-gyong (hangeul : 최효경 ; RR : Choe Hyogyeong ; MR : Ch'oe Hyokyŏng), née le 10 mai 2000, est une lutteuse libre nord-coréenne, médaillée de bronze aux Jeux Olympiques de 2024.

## Carrière
Aux Jeux olympiques d'été de 2024, Choe Hyo-gyong devient la première athlète féminine nord-coréenne à être médaillée en lutte libre en remportant la médaille de bronze en -53 kg.

## Palmarès
| Date | Compétition     | Lieu  | Place | Catégorie |
| ---- | --------------- | ----- | ----- | --------- |
| 2024 | Jeux olympiques | Paris | 3e    | -53 kg    |